# ジェームズ・マイケル・マカドゥー
ジェームズ・マイケル・レイ・マカドゥー（James Michael Ray McAdoo , 1993年1月4日 - ）は、アメリカ合衆国・バージニア州ノーフォーク出身のプロバスケットボール選手。B.LEAGUEの島根スサノオマジックに所属している。ポジションはパワーフォワード。
バスケットボール殿堂入りの名センター、ボブ・マカドゥーは、又従兄弟の父にあたる。

## 来歴
バージニア州のノーフォーク・クリスチャン高校時代にマクドナルド・オール・アメリカンやジョーダンブランド・クラシックゲームのMVPに選出されるなど、全米級の超逸材として注目されたマカドゥーは、叔父のボブ・マカドゥーの母校でもあるノースカロライナ大学に進学後も中心選手として活躍し、3年生を終えた2014年のNBAドラフトにアーリーエントリーを表明する も、まさかの指名外となってしまった。
まさかの指名外に終わり涙に暮れたマカドゥーだったが、その後NBAサマーリーグにゴールデンステート・ウォリアーズの一員として参加。更にシーズンキャンプにも参加し、開幕ロースター入りを目指すも、シーズン開幕前に解雇。解雇後、傘下のサンタクルーズ・ウォリアーズに送られ、改めてNBA入りを目指すことになる。そして翌年1月19日に10日間契約で一軍昇格を果たした。当日のデンバー・ナゲッツ戦で、早速念願のリーグデビュー。2度目の10日間契約を終えた2月19日に2年契約を勝ち取る。結局マカドゥーは2014-15シーズン、1/2軍両チームで優勝を経験した選手となった。
2016年7月にウォリアーズと再契約。2016-17シーズンもNBAチャンピオンを経験した。
2017年夏、完全FAになったものの、契約先が見つからず、8月26日にフィラデルフィア・76ersとツーウェイ契約を結び、開幕ロースター入りを目指すことになった。
2018年1月15日、シクサーズから解雇。

### 欧州でのキャリア
Gリーグでのプレーを経て、2018年7月15日、APトリノとの契約が発表された。国内リーグのレガ・バスケット・セリエAでは26試合に出場し、1試合平均21.6分の出場で、9.6得点、4.6リバウンド、1.0スティール、ユーロカップでは7試合に出場し、1試合平均26.4分の出場で、11.0得点、5.0リバウンド、1.0アシストという成績を残した。
2019年8月1日、ベジクタシュとの契約が発表された。国内リーグのBSLでは11試合に出場し、1試合平均20.7分の出場で、8.5得点、6.6リバウンド、1.0ブロック、バスケットボールチャンピオンズリーグでは7試合に出場し、1試合平均25.9分の出場で、10.9得点、9.3リバウンド、1.6スティール、1.1ブロックという成績を残した。
2020年1月7日、ベジクタシュとの契約を解消し、1月10日、パルチザンとの契約が発表された。ABAリーグでは6試合に出場し、1試合平均11.0分の出場で、8.0得点、3.0リバウンド、ユーロカップでは5試合に出場し、1試合平均11.0分の出場で、4.8得点、1.4リバウンド、1.0ブロックという成績を残した。

#### 日本でのキャリア
2020年6月24日、サンロッカーズ渋谷と契約した。2021年5月24日、契約更新が発表された。
2024年6月21日、島根スサノオマジックへの移籍が発表された。

## その他
ハリソン・バーンズ、タイラー・ゼラー、ジョン・ヘンソン、ケンドール・マーシャルは、ノースカロライナ大学時代のチームメイトだった。

## プレースタイル
ベジクタシュ在籍時のバスケットボールチャンピオンズリーグデビュー戦にてダブルダブルを記録するなど、リバウンド力のある選手。

## 個人成績

### NBA

#### レギュラーシーズン
| シーズン | チーム | GP  | GS | MPG | FG%  | 3P%  | FT%   | RPG | APG | SPG | BPG | PPG |
| -------- | ------ | --- | -- | --- | ---- | ---- | ----- | --- | --- | --- | --- | --- |
| 2014–15† | GSW    | 15  | 0  | 9.1 | .545 | ---  | .560  | 2.5 | .1  | .3  | .6  | 4.1 |
| 2015–16  | GSW    | 41  | 1  | 6.4 | .536 | .500 | .531  | 1.4 | .4  | .2  | .2  | 2.9 |
| 2016–17† | GSW    | 52  | 2  | 8.8 | .530 | .250 | .500  | 1.8 | .3  | .3  | .6  | 2.8 |
| 2017–18  | PHI    | 3   | 0  | 6.0 | .286 | .286 | 1.000 | .7  | .0  | .0  | .3  | 2.7 |
| 通算     | 通算   | 111 | 3  | 7.9 | .528 | .294 | .534  | 1.7 | .3  | .3  | .4  | 3.0 |

#### プレーオフ
| シーズン | チーム | GP | GS | MPG | FG%  | 3P%  | FT%  | RPG | APG | SPG | BPG | PPG |
| -------- | ------ | -- | -- | --- | ---- | ---- | ---- | --- | --- | --- | --- | --- |
| 2015†    | GSW    | 5  | 0  | 2.0 | .667 | ---  | ---  | .8  | .0  | .0  | .2  | .8  |
| 2016     | GSW    | 8  | 0  | 4.8 | .500 | ---  | .250 | 1.0 | .3  | .4  | .3  | .6  |
| 2017†    | GSW    | 13 | 0  | 4.3 | .529 | .400 | .667 | 1.0 | .0  | .2  | .2  | 1.8 |
| 通算     | 通算   | 26 | 0  | 4.0 | .542 | .400 | .500 | 1.0 | .1  | .2  | .2  | 1.3 |

### カレッジ
| シーズン | チーム           | GP  | GS | MPG  | FG%  | 3P%  | FT%  | RPG | APG | SPG | BPG | PPG  |
| -------- | ---------------- | --- | -- | ---- | ---- | ---- | ---- | --- | --- | --- | --- | ---- |
| 2011–12  | ノースカロライナ | 38  | 3  | 15.6 | .434 | ---  | .638 | 3.9 | .3  | .9  | .3  | 6.1  |
| 2012–13  | ノースカロライナ | 36  | 36 | 30.0 | .445 | .000 | .578 | 7.3 | 1.1 | 1.5 | .4  | 14.4 |
| 2013–14  | ノースカロライナ | 34  | 34 | 30.1 | .458 | .000 | .537 | 6.8 | 1.7 | 1.3 | .9  | 14.2 |
| 通算     | 通算             | 108 | 73 | 25.0 | .447 | .000 | .569 | 5.9 | 1.0 | 1.2 | .5  | 11.4 |